# Kuphus polythalamia
Kuphus polythalamia is een tweekleppigensoort uit de familie van de Teredinidae. De wetenschappelijke naam werd gepubliceerd in 1758 door Carl Linnaeus in de tiende editie van Systema naturae.
In 2016 werd deze scheepsworm onderzocht en verscheen er een studie over in Proceedings of the National Academy of Sciences of the United States of America (PNAS). Het is de langste - nog levende - tweekleppige diersoort op aarde. Het bestudeerde dier, gevangen in de haven van Mindanao in de Filipijnen, mat 1,5 meter en had een diameter van ± 6 centimeter. Hij voedt zich voornamelijk met modder en slib in havens, en ontdaan van zijn harde witte schelp, bleek het een zwart slijmerig wezen.